# Quiriguá
Quiriguá (čti Kirigá) je staré mayské sídlo, které se nachází v guatemalském departementu Izabal nedaleko od břehu řeky Motagua. Zhruba 200 km od hlavního města Guatemala, 49 km od města Copán, 28 km od jezera Izabal a hned vedle banánové plantáže, v úrodném údolí, obývaném již od 2. stol .př. n. l. , se tyčí jedna ze tří guatemalských památek patřících do seznamu UNESCO (od roku 1981), archeologické naleziště mayských ruin. Oblast je velká asi 3 km2 zasahující do regionu Izabal. Quirigua byl důležitý uzel na obchodní mayské stezce.

## Historie
Quirigua je mayské město historií sahající až do počátku klasického mayského období. Založení tohoto města díky obdivuhodným záznamům na stélách přisuzujeme Tutum Yol K'inichm, roku 550. Budování města a výstavba většiny budov však probíhala do roku 850. V těchto letech bylo město na velmi vysoké úrovni a díky své poloze bylo také velmi důležitým místem na obchodní mayské stezce, řízené nedalekými centry Jade a Obsidián, obchodujících až na karibském pobřeží. Bohatlo díky těžbě obsidiánu a jadeitu, který se nacházel v nedaleké řece Motala.
Po celou dobu své existence urputně bojovalo o svou nezávislost se svým nedalekým sousedem Copánem, od kterého se nikdy neosamostatnil. Všech 14 Quiriguských králů, bylo pod nadvládou Copánu. Jediný, který na krátký čas město osvobodil, byl Caus Nebeský, který vládl na konci klasického období, kdy město začalo okamžitě skvět. Caus se také zasloužil za vytvoření vládnoucích dynastií. Tomuto králi je také zasvěcena jedna ze sedmi nejvýznamnějších stél.
Město přetrvávalo do poloviny 9. století, kdy zřejmě zaniklo kvůli velkému zemětřesení. Znovuobjeveno bylo až v roce 1841 Angličanem Frederickem Aatherwoodem a Američanem Johnem Lloyd Stephensem. O popsání zoomorfů se zasloužil Sylvan G. Marley.

## Duchovno
Počátky Quirigua, jako náboženského centra sahají až do předklasického období (250 př. n. l. - 250 n. l.). Astrologie a numerologie hrála u Mayů obecně důležitou roli. Číslo dvacet je pro Maye posvátné číslo, s čím souvisí i jejich kalendář, kdy je významný střed 20letého a 52letého cyklu. Za počátek světa považují 11. srpen 3114 př. n. l., pro ně znamenajícím začátek dlouhého věku.
Mléčná dráha symbolizovala kosmický strom , velký vůz představuje nebeského ptáka. Plejády byly nazývány Čtyři sta mládenců nebo Chřestýš. Nebeskou želvu tvoří hvězdy oriona a jeho mlhovina ztělesňovala kouř, který vychází z ohniště. Velmi důležitou roli hrála v celé Mezoamerice hvězda Polárka, u všech národů opatrovala všechny obchodníky, kteří se podle této hvězdy orientovali na cestách.

## Městské památky
Areál, zařazený na seznam UNESCO zahrnuje pŕedevším městskou akropoli. Jejím jádrem je  hřiště na rituální míčovou hru o rozměrech 100 x 80 m. V jeho středu se nachází zoomorf g, pískovcová památka, postavená zřejmě na památku krále K'ak' Tiliw Chan Yopaata během vlády jednoho z jeho nástupců jménem "Nebesa-Xul". Hřiště ze tří stran obklopují schodiště a lemují jej sídla významných šlechticů, a především královský palác, zabírající největší část akropole. Kromě kterého se zde nachází také školy, dílničky a obytná stavení. Každých 52 let se zničil stávající chrám a vystavěl se na jeho místo chrám nový, u stél tomu tak bylo stejně každých 20 letech. Akropole je nyní v troskách, stále však jde o obří komplex budov, obklopující palác  krále"Nebesa-Xul", v kterém se dokonce nacházejí lázně.
V Quirigua se nacházejí jedny z největších pískovcových stél na světě. Z doby největšího rozkvětu města pocházejí stély z černého mramoru. Každá stéla je zezadu a strany popsána hieroglyfy s přesným datováním a záznamy o politických a vojenských událostech, které se udály v předchozích dvaceti letech. Zepředu je každá stéla zdobena figurálními obrazy božstev, panovníků, skutečných nebo mytických zvířat a ornamenty. 

Největší stélou amerického kontinentu i mayského světa je 12 m vysoká stéla E vážící 60 tun, která byla vztyčena roku 771.  Z hlediska historických nápisů je nejdůležitější stéla C, pocházející z roku 775. Stéla A dále zobrazuje vousatého muže s jakoby asijskými rysy obličeje. Stéla E je vysoká 11 metrů, z toho 3 metry jsou v zemi a 8 metrů se se tyčí k nebi. Stéla F je ponechaná v původně křivé poloze, jak byly objeveny. Stéla J z roku 756 na sobě nese příběh obětování Copánského krále 18 Králíka. „Stéla posledního krále“ vznikla v roce 805, je ze všech nejchudší a je opravdu ta poslední.
Vliv města Copánu je v Quiriguá doslova všudypřítomný, umění stél zřejmě pŘejali místní umělci právě od mistrů z Copánu. Přece jsou stély z Quirigua jiné. Většinou mají vytesané obrazy ze všech stran, žáci tak v mnohém předčili své učitele. Kromě stél v městě nalezneme i tzv. zoomorfy, speciální oltáře, vyobrazující různá zvířata (nejčastěji mají tvarmytického tvora, který má znaky krokodýla a Zˇivocí hory želvy, žáby, hada nebo jaguára. Nejvýznamnější jsou dva zoomorfy, tyčící se u paty akropole. Díky zachovalému jemnému tesání je lze považovat za vrcholná umělecká díla. Zoomorf O pocházející z roku 790 znázorňuje tanečníky. Zoomorf P z roku 795 zachycuje trůnící postavu, která poněkud připomíná sedícího Buddhu,[zdroj⁠?!] s propleteným bludištěm dalších detailů.
Dochovány zůstaly obrovské pískovcové stély, dosahující výšky až 11 m a vážící téměř 60 tun. Největší stéla v Quirigua je zároveň největší dochovanou stélou mayské civilizace. Ceremoniální náměstí pro míčové hry je obklopeno schodištěm. Pozůstatky akropole lemují paláce a zoomorfy, oltáře ve tvaru zvířat, jako jsou mytičtí tvorové spojující znaky hory a krokodýla, dále želvy, žáby nebo jaguáři. Největší stavbou Quirigua byl královský palác, který tvořil komplex obytných budov, škola a řemeslné dílny. Na Seznam UNESCO byl archeologický park a ruiny města Quirigua zapsán roku 1981.

## Jednotlivé stavby
V archeologickém parku se nacházejí jednak paláce, náměstí a hospodářské budovy, ale především stély a oltáře. Stély jsou označeny písmeny A, B, C, D, E, F, H, J. Největší z nich (E) váží okolo 60 tun a na výšku má cca 11 metrů. Všechny stély jsou z jednoho kusu kamene.

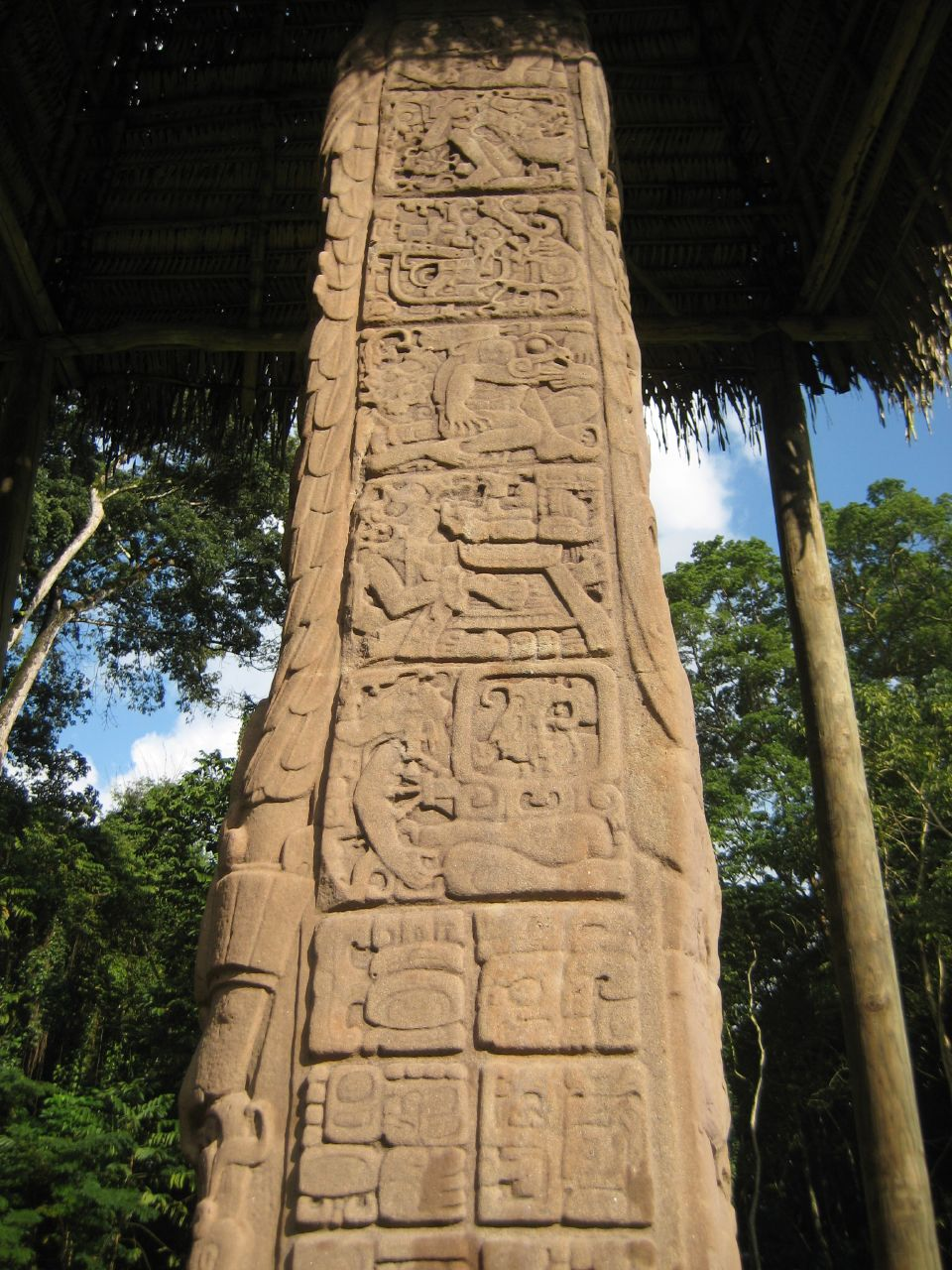
Stéla
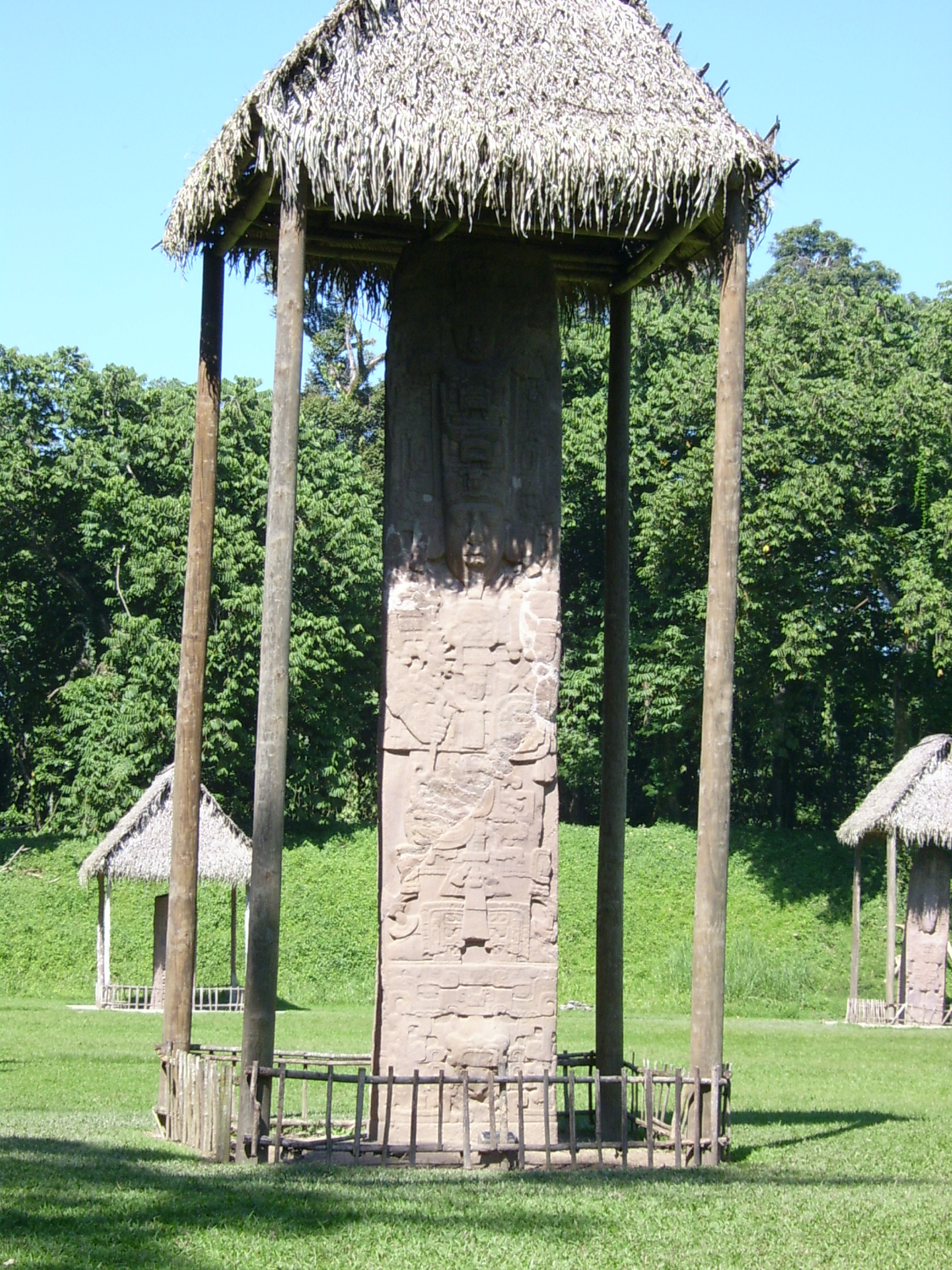
Stéla E
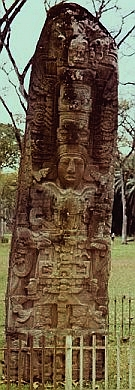
Stéla D (sever)
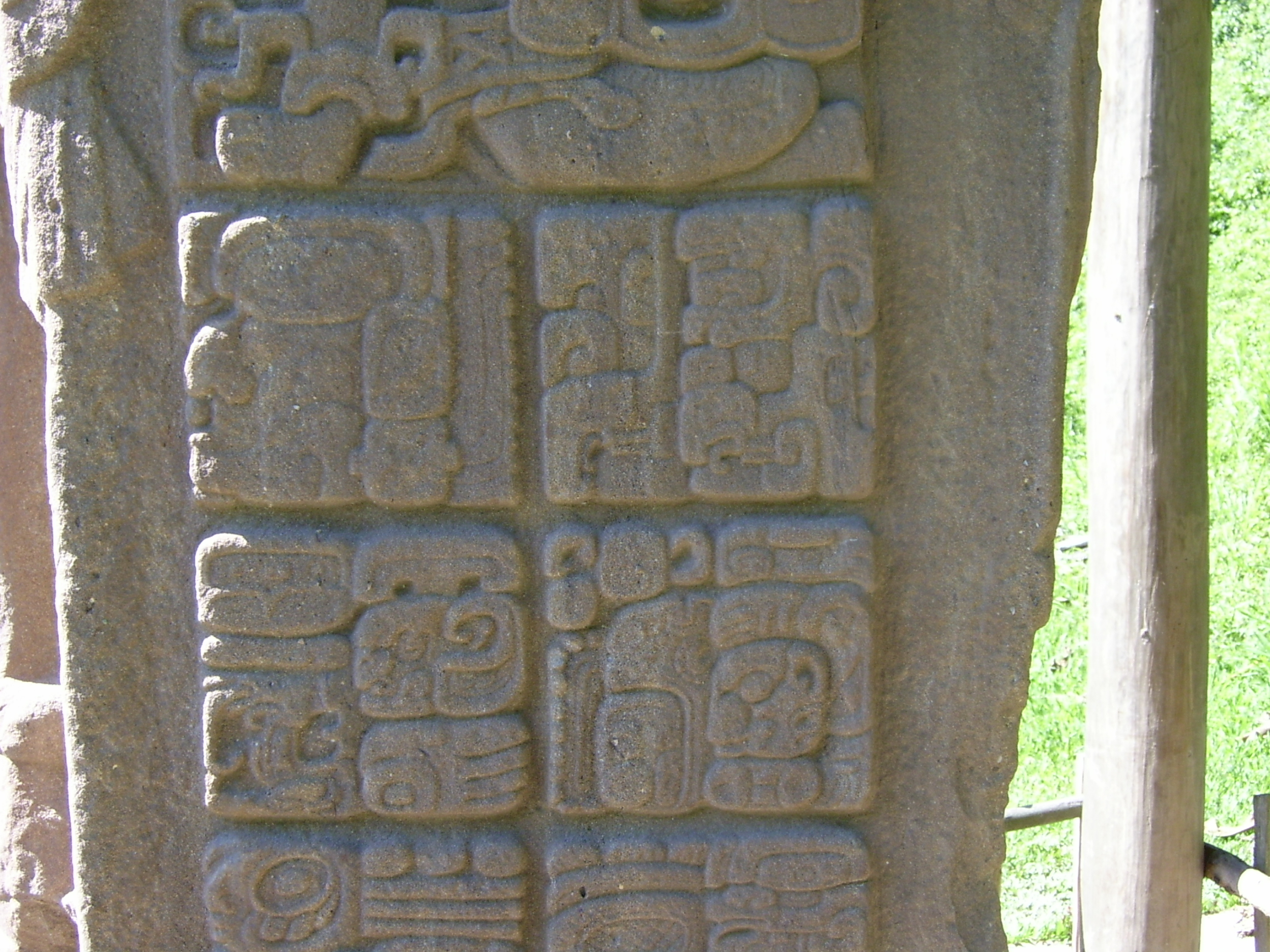
Detail stély D
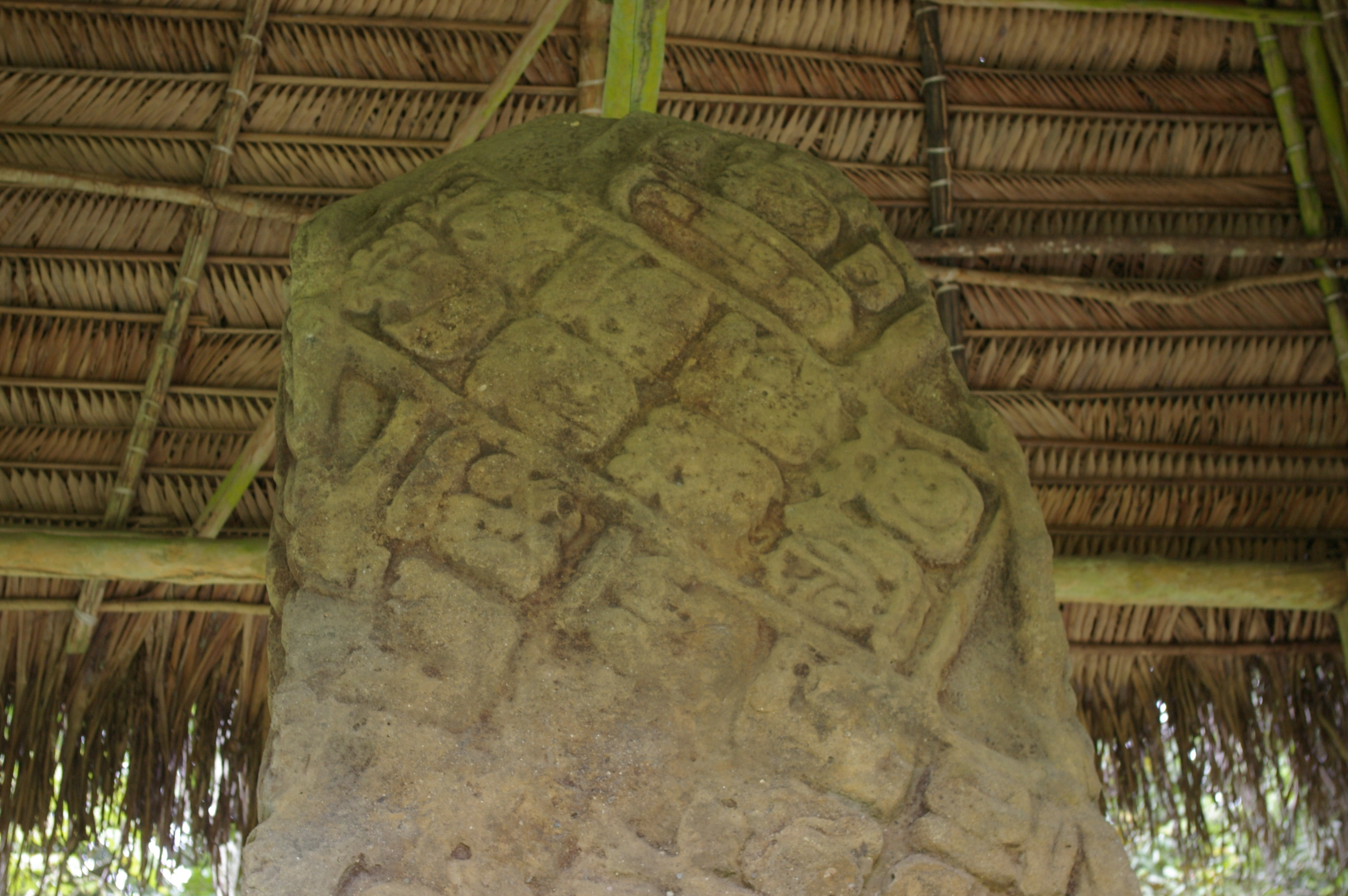
Stéla H
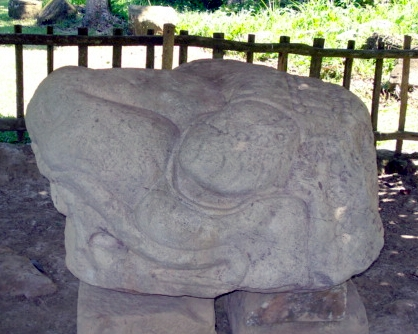
Oltář M
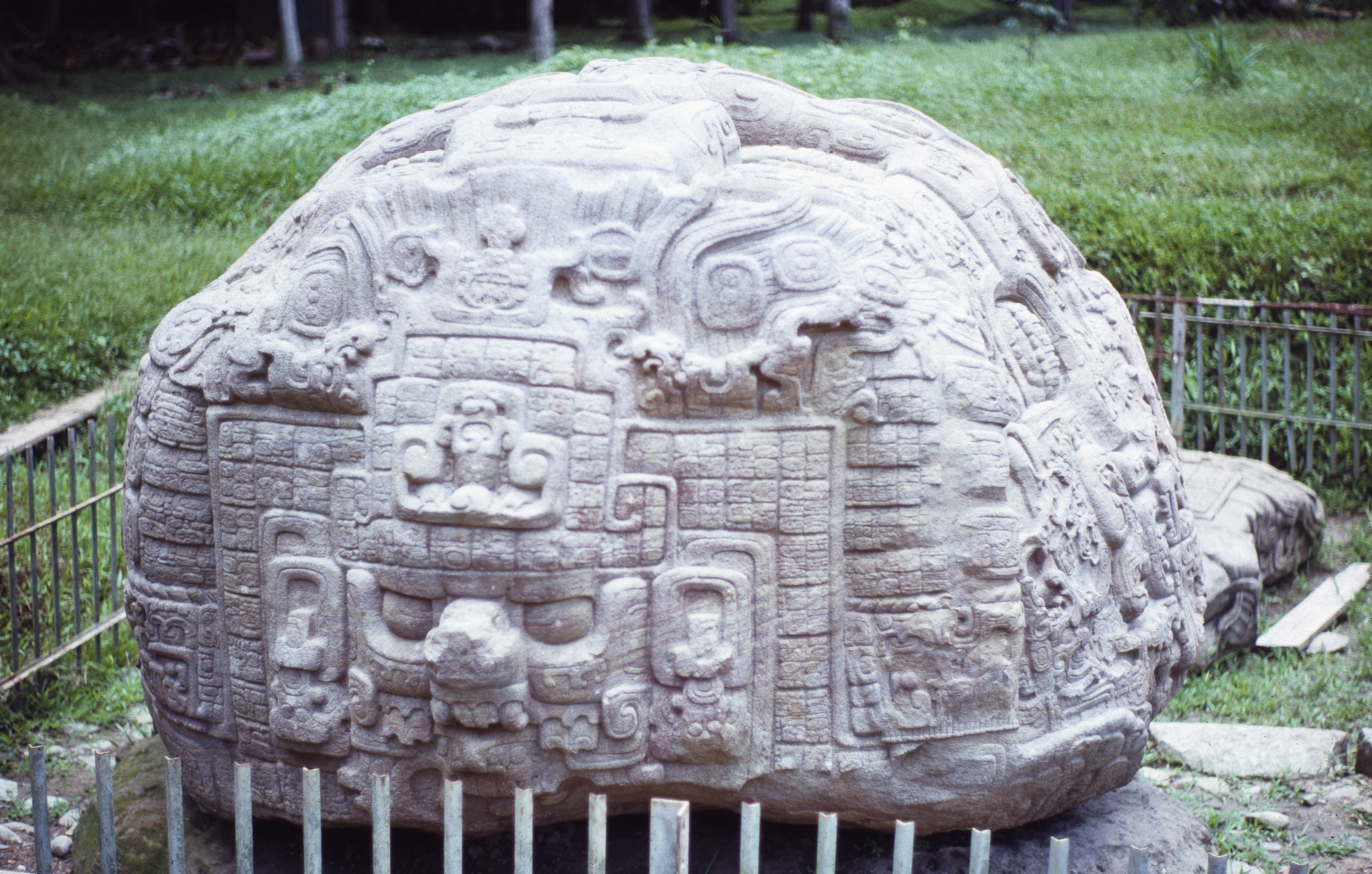
Oltář P
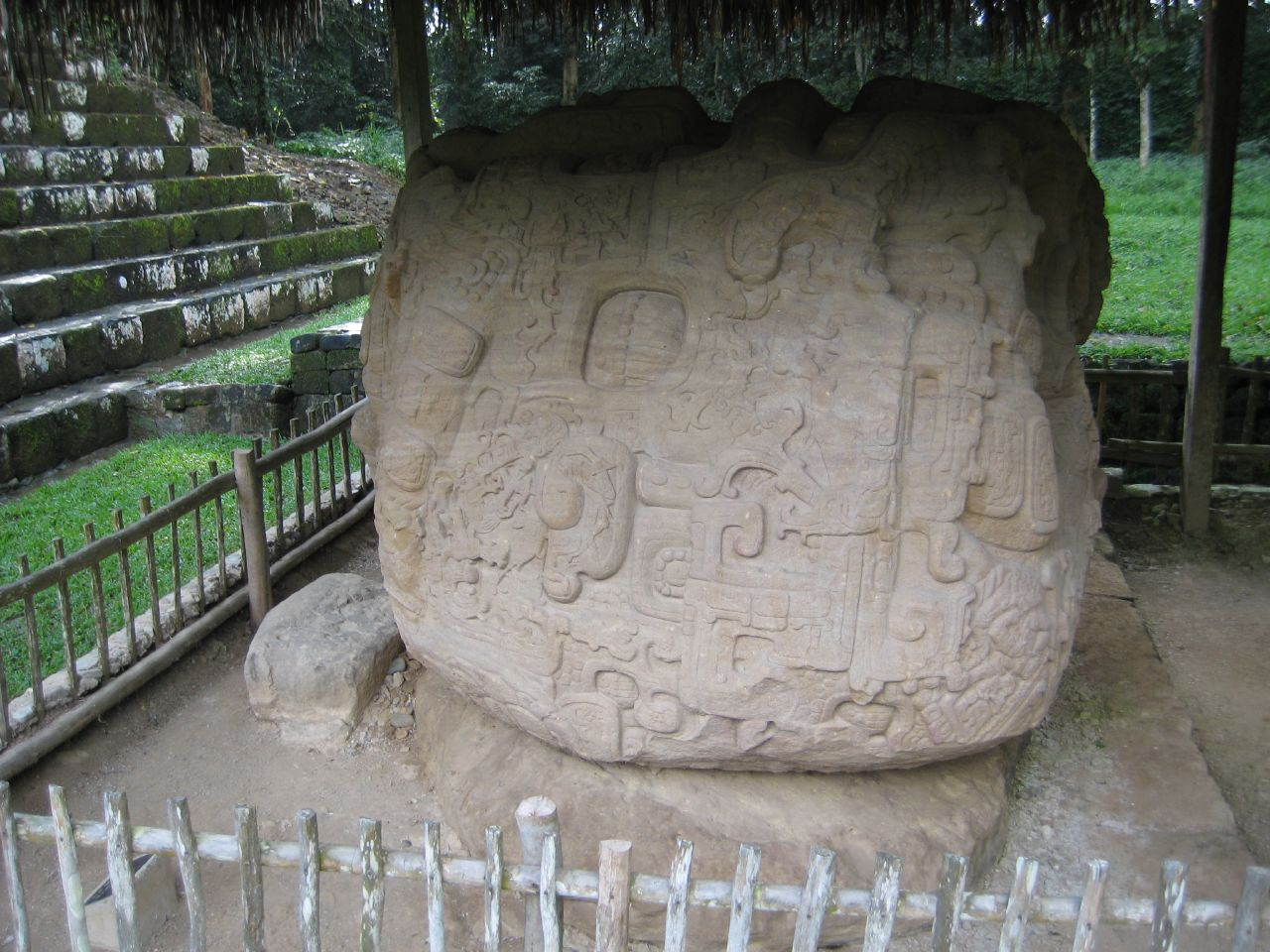
Skulptura v Quiriguá
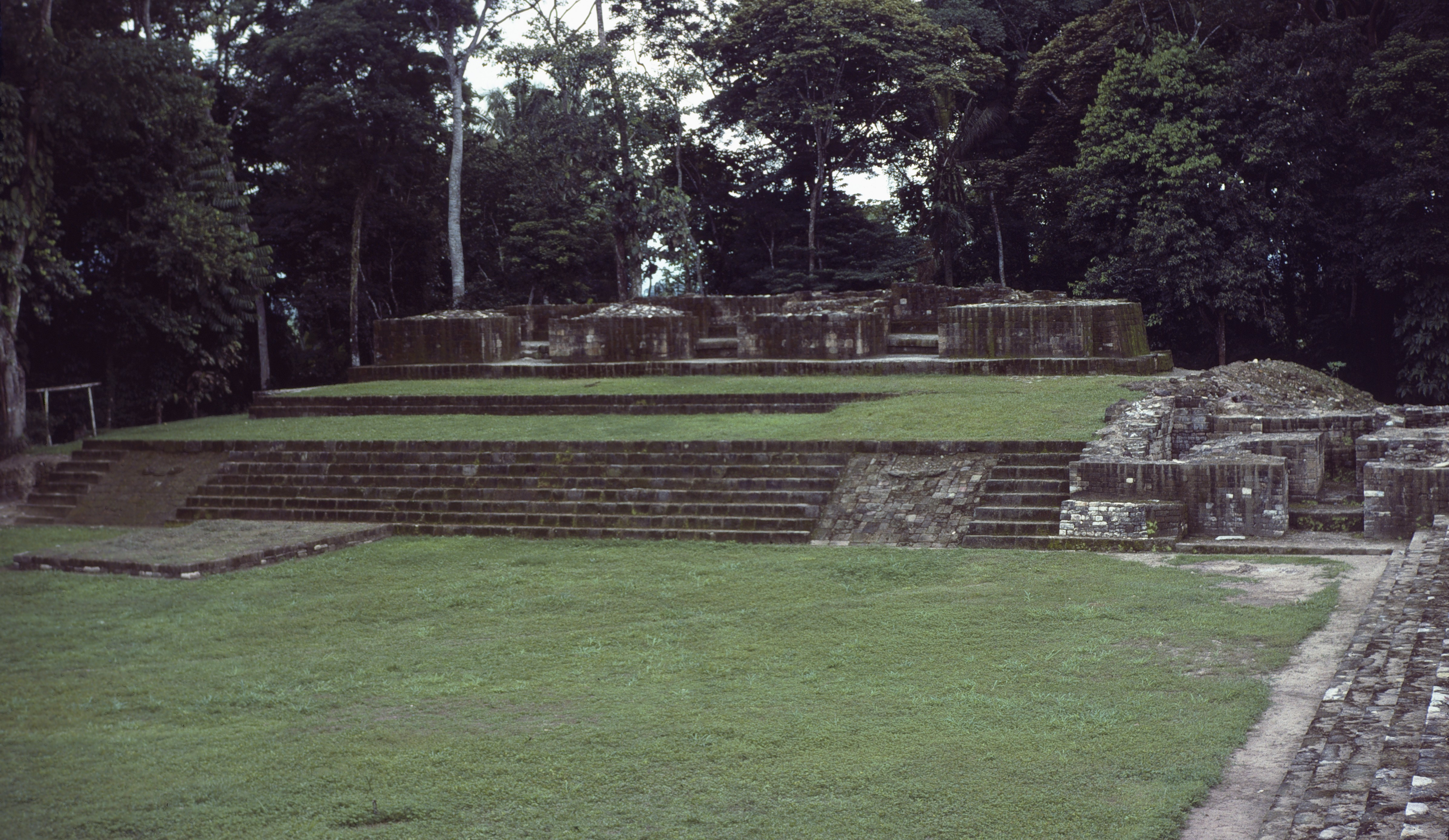
Quiriguá